# Omloop van Borsele
L' Omloop van Borsele és una cursa ciclista femenina d'un dia que es disputa anualment als voltants de Borsele als Països Baixos des del 2002. Des del 2012, el dia anterior, també es disputa una prova contrarellotge, però són dues curses independents.
La primera vencedora fou Loes Gunnewijk i el rècord de victòries, amb cinc l'ostenta Kirsten Wild.

## Palmarès
| Any  | Vencedora            | Segona              | Tercera            |         |
| ---- | -------------------- | ------------------- | ------------------ | ------- |
| 2002 | Loes Gunnewijk       | Katherine Bates     | Monique Knol       |         |
| 2003 | Leontien van Moorsel | Ghita Beltman       | Vera Koedooder     |         |
| 2004 | Chantal Beltman      | Anouska van der Zee | Mirjam Melchers    |         |
| 2005 | Marianne Vos         | Adrie Visser        | Emma Davies        |         |
| 2006 | Marianne Vos         | Vera Koedooder      | Bertine Spijkerman |         |
| 2007 | Marianne Vos         | Regina Bruins       | Ellen van Dijk     |         |
| 2008 | Kirsten Wild         | Ina-Yoko Teutenberg | Marianne Vos       |         |
| 2009 | Kirsten Wild         | Marianne Vos        | Alex Greenfield    |         |
| 2010 | Kirsten Wild         | Rochelle Gilmore    | Kirsty Broun       |         |
| 2011 | Kirsten Wild         | Charlotte Becker    | Marianne Vos       |         |
| 2012 | Ellen van Dijk       | Gracie Elvin        | Sarah Düster       |         |
| 2013 | Vera Koedooder       | Loes Gunnewijk      | Lucinda Brand      |         |
| 2014 | Chloe Hosking        | Kirsten Wild        | Ellen van Dijk     |         |
| 2015 | Kirsten Wild         | Shelley Olds        | Anna Knauer        |         |
| 2016 | Barbara Guarischi    | Floortje Mackaij    | Christine Majerus  |         |
| 2017 | Riejanne Markus      | Eugenia Bujak       | Marianne Vos       |         |
| 2018 | Elisa Balsamo        | Lorena Wiebes       | Evy Kuijpers       |         |
| 2019 | Lorena Wiebes        | Elisa Balsamo       | Natalie van Gogh   |         |
| 2020 | suspesa              | suspesa             | suspesa            | suspesa |
| 2021 | suspesa              | suspesa             | suspesa            | suspesa |
| 2022 | Maaike Boogaard      | Sofie van Rooijen   | Nora Tveit         |         |
| 2023 | Linda Zanetti        | Audrey Cordon-Ragot | Nora Tveit         |         |
| 2024 | Sofie van Rooijen    | Daria Pikulik       | Elynor Bäckstedt   |         |
| 2025 |                      |                     |                    |         |

## Palmarès contrarellotge
| Any  | Vencedor           | Segon               | Tercer               |         |
| ---- | ------------------ | ------------------- | -------------------- | ------- |
| 2012 | Ellen van Dijk     | Linda Villumsen     | Clara Hughes         |         |
| 2013 | Ellen van Dijk     | Loes Gunnewijk      | Gillian Carleton     |         |
| 2014 | Ellen van Dijk     | Chantal Blaak       | Tayler Wiles         |         |
| 2015 | Ellen van Dijk     | Lisa Brennauer      | Anna van der Breggen |         |
| 2016 | Lisa Brennauer     | Ellen van Dijk      | Chantal Blaak        |         |
| 2017 | Hayley Simmonds    | Natalie van Gogh    | Hanna Solovei        |         |
| 2018 | Aafke Soet         | Floortje Mackaij    | Natalie van Gogh     |         |
| 2019 | Pernille Mathiesen | Natalie van Gogh    | Franziska Koch       |         |
| 2020 | suspesa            | suspesa             | suspesa              | suspesa |
| 2021 | suspesa            | suspesa             | suspesa              | suspesa |
| 2022 | Emily Meakin       | Audrey Cordon-Ragot | Juliet Eickhof       |         |
| 2023 | Ilse Pluimers      | Karlijn Swinkels    | Anne Knijnenburg     |         |
| 2024 | Ellen van Dijk     | Julia Kopecký       | Febe Jooris          |         |